# Skogelund
Skogelund är en bebyggelse i Mjölby kommun i Östergötlands län. Bebyggelsen besår av nyuppförda småhus och ligger omedelbart söder om centrala Mjölby. Området klassades av SCB 2010 som en separat småort för att från 2015 räknas som en del (stadsdel) i tätorten.